# Parafia Wniebowzięcia Najświętszej Maryi Panny w Odelsku
Parafia Wniebowzięcia Najświętszej Maryi Panny w Odelsku – rzymskokatolicka parafia znajdująca się w Odelsku, w diecezji grodzieńskiej, w dekanacie Grodno-Zachód, na Białorusi.
Do parafii należy kaplica w Podlipkach.

## Historia
Parafię i pierwszy kościół parafialny w Odelsku ufundował król Polski Kazimierz IV Jagiellończyk w 1490. W 1700 wybudowano nowy, obecny kościół. Parafia była rozległa - należały do niej m.in. Krynki i Kuźnica. Przed II wojną światową parafia leżała w archidiecezji wileńskiej, dekanacie Sokółka. Pracowało przy niej dwóch kapłanów. W czasach komunizmu funkcjonowała.
W 1998 wybudowano kaplicę pw. Matki Bożej Miłosierdzia w Podlipkach.
Z parafii pochodziło czterech biskupów:
- Aleksander Kotowicz - biskup smoleński i wileński
- Eustachy Stanisław Kotowicz - biskup smoleński
- Karol Piotr Pancerzyński - biskup pomocniczy wileński, biskup smoleński i wileński
- Tadeusz Kondrusiewicz - arcybiskup moskiewski i mińsko-mohylewski